# Younes Ben Hammou
Younes Ben Hammou (2 april 2001) is een Belgisch voetballer. Ben Hammou is een aanvaller.

## Carrière
Ben Hammou ruilde in 2019 de jeugdopleiding van KV Mechelen in voor Lierse Kempenzonen. Op 23 november 2019 speelde hij er zijn eerste officiële wedstrijd in het eerste elftal: in de competitiewedstrijd tegen FCV Dender EH (2-2) viel hij tijdens de rust in voor Jordi Maus. Na twee seizoenen, waarvan één in Eerste klasse amateurs en één in Eerste klasse B, werd zijn aflopende contract niet verlengd.

## Clubstatistieken
| Seizoen         | Club               | Land            | Competitie             | Competitie | Competitie | Beker | Beker | Supercup | Supercup | Europees | Europees | Totaal | Totaal |
| Seizoen         | Club               | Land            | Competitie             | Wed.       | Dlp.       | Wed.  | Dlp.  | Wed.     | Dlp.     | Wed.     | Dlp.     | Wed.   | Dlp.   |
| --------------- | ------------------ | --------------- | ---------------------- | ---------- | ---------- | ----- | ----- | -------- | -------- | -------- | -------- | ------ | ------ |
| 2019/20         | Lierse Kempenzonen | Vlag van België | Eerste klasse amateurs | 5          | 0          | 0     | 0     | —        | —        | —        | —        | 5      | 0      |
| 2020/21         | Lierse Kempenzonen | Vlag van België | Eerste klasse B        | 4          | 0          | 1     | 0     | —        | —        | —        | —        | 5      | 0      |
| Carrière totaal | Carrière totaal    | Carrière totaal | Carrière totaal        | 9          | 0          | 1     | 0     | 0        | 0        | 0        | 0        | 10     | 0      |

Bijgewerkt op 25 augustus 2021.